# A Suite of Gods
A Suite of Gods, The Rick Wakeman New Age Collection is een muziekalbum van Rick Wakeman en Ramon Remedios. 
Na het wat rockier Time Machine kwam Wakeman weer met een newagealbum. Het wereldlijke thema van een tijdmachine werd vervangen door de meer spirituele werelden van een aantal Griekse Goden. De voldoet niet geheel aan new age. Af en toe zijn er drumgeluiden te horen, volgens Wakeman zijn die ook elektronisch voortgebracht, en zo beluisteren die ook. De ontspannen muziek op de achtergrond inspireerde de tenor Remedios tot dito zang. Aandacht ging uit naar de laatste track, waarbij Wakeman zijn techniek nog eens de vrije loop liet, maar dan binnen het newagegenre. De zanger kon niet altijd even goed overweg met de Korggeluiden, vandaar dat delen opgenomen met pianomuziek later weer gewist zijn. De bijtitel van het album luidde in eerste instantie A Classical New Age Recording. Het album is opgenomen in de Studio House te Wraysbury.

## Musici
- Rick Wakeman – toetsinstrumenten
- Ramon Remedios – tenor
- Tony Fernandez – elektronisch slagwerk

## Tracklist
| Nr. | Titel                 | Duur  |
| --- | --------------------- | ----- |
| 1.  | A dawn of time        | 4:45  |
| 2.  | The oracle            | 4:32  |
| 3.  | Pandora’s box         | 5:46  |
| 4.  | Chariot of the sun    | 4:20  |
| 5.  | The flood             | 8:31  |
| 6.  | The voyage of Ulysses | 4:21  |
| 7.  | Hercules              | 23:18 |